# Republiqueta de Cinti

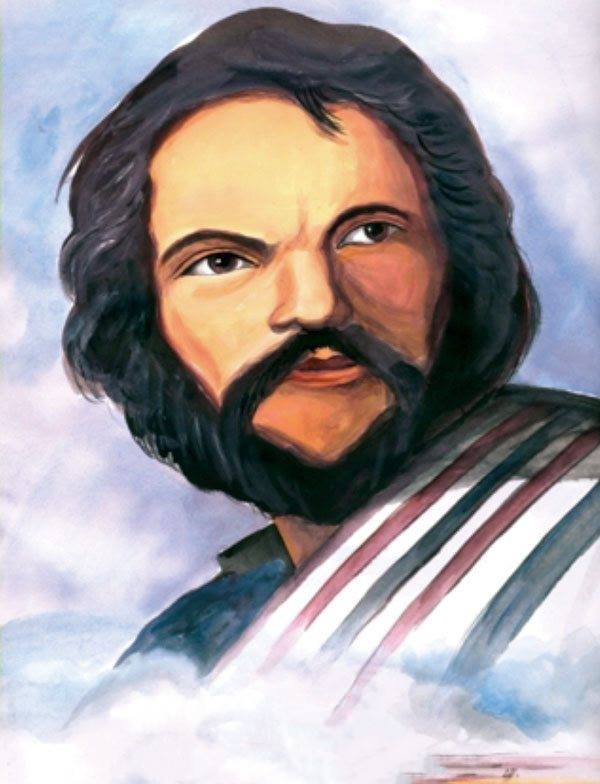
Vicente Camargo, líder de la republiqueta.

Se conoce con el nombre de Republiqueta de Cinti a los grupos de combatientes rebeldes, al mando de Vicente Camargo, que se acuartelaron entre el sur de Chuquisaca y Potosí para transformarse en una especie de «comandancia militar» y así enfrentarse en una guerra de guerrillas contra el Ejército Real durante las guerras de independencia hispanoamericana.
El territorio de la comandancia militar comprendía: el valle de Cinti, las pampas de Culpina e Incahuasi, los valles de Santa Elena, las cabezas de valles de Tacaquira y Muyuquiri, las alturas de San Lucas, Puna, Vitichi, y los alrededores del cuartel realista de Santiago de Cotagaita. Tenía su sede en el poblado de Cinti y amenazaba la fortaleza de Cotagaita que protegía una de las rutas de acceso de las expediciones auxiliares argentinas. Llegó a contar con unos 1000 regulares y unos 2.000 indígenas auxiliares.
La fortaleza realista de Cotagaita era constantemente atacada por Camargo y sus montoneras basadas en Cinti, localidad tomada por él en 1815, lo que posibilitaba una vía de ingreso para los ejércitos auxiliares argentinos desde Jujuy. 
En enero de 1816 el teniente coronel Gregorio Aráoz de Lamadrid fue enviado por José Rondeau hacia el norte para reunir a los auxiliares dispersos de Sipe Sipe y reunido con Camargo hostigar el flanco realista. El comandante realista Joaquín de la Pezuela a fines de enero de 1816 envió 500 hombres de los dos batallones del Primer Regimiento del Cuzco, al mando del brigadier Antonio María Álvarez Tomás a combatir a Vicente Camargo, cuyos honderos atacaban constantemente a las fuerzas realistas, y anticipar a Lamadrid. 
El 31 de enero se produjo el combate de Culpina entre las fuerzas de Álvarez y las fuerzas reunidas por Lamadrid, unos 120 hombres. Tras una acción de resultado indeciso, Álvarez se replegó pero fue emboscado en un desfiladero y derrotado el 2 de febrero en el combate de Utarango por las fuerzas combinadas de Camargo y Lamadrid. 
El coronel Pedro Antonio Olañeta venció a Lamadrid el 12 de febrero en las márgenes del río San Juan. Luego Pezuela envió al coronel Buenaventura Centeno con su Batallón de Voluntarios de Castro y el Escuadrón 2.º de Cazadores, y también con el Regimiento 1.º con el Escuadrón Veterano de San Carlos, un escuadrón al mando del mayor (comandante) Andrés de Santa Cruz e infantes al mando de Francisco Javier de Olarría. El 12 de marzo de 1816 se produjo la batalla de Cinti, tras la cual Camargo huyó hacia Culpina, pero el 27 de marzo volvió a ser derrotado en Aucapuñima y el 3 de abril fue nuevamente derrotado en Arpaja (actual Arpaja Baja, Villa Charcas), donde fue tomado prisionero y decapitado. De esta forma desapareció la comandancia militar de Cinti. Murieron cerca de 900 guerrilleros de Cinti, mientras que las haciendas del partido fueron saqueadas y quemadas.
Rondeau recibió la orden de retirarse a Tucumán, el Ejército Auxiliar casi devastado marchó durante nueve meses pasando por Potosí y Humahuaca hasta llegar a Tucumán. El 7 de agosto de 1816 en Trancas, Rondeau fue desplazado de su cargo y reemplazado de nuevo por Manuel Belgrano.